# 嚴守約
嚴守約（16世紀—16世紀），字君卓，廣東廣州府順德縣大良人，明朝政治人物。

## 生平
嚴守約是嘉靖三十四年（1555年）乙卯科廣東鄉試舉人，授寧海教諭，調平和教諭，陞國子監助教，出為灤州知州有名聲，唯被流言中傷改任鎮寧州知州，懲治當地非法互市的軍吏，又勸諭土司安知、安國亨勿劫掠人民，不久他在任內去世，人們都為其哀悼。

## 引用
1. 1 2  咸豐《順德縣志·卷二十四·列傳四》：嚴守約，字君卓……俱大良人。守約嘉靖乙卯舉人，官寧海、平和教諭，遷國子監助教，出守灤州治甚有聲，會同僚有為巡按收治者，疑守約為之，飛語相中改鎮寧，軍吏與武人相緣為市，主者隱之，守約廉得其弊罪主者，土酋安知、安國亨交惡，因之劫掠民患之，當路以屬守約，召二酋於庭諭以禍福，皆謹奉約束，卒官百姓哀之，生平多大節，伯叔賴以舉喪，事兄嫂如父母，終身不異爨以此見重閭里。…… 姚志